# 948 Jucunda
948 Jucunda eller 1921 JE är en asteroid i huvudbältet, som upptäcktes den 3 mars 1921 av den tyske astronomen Karl Wilhelm Reinmuth i Heidelberg.
Asteroiden har en diameter på ungefär 17 kilometer.